# 布萊恩特大學
布萊恩特大學（英語：Bryant University）是一所位于美国罗德岛州士美菲的私立大学，创建于1863年，原名布萊恩特学院（Bryant College），2004年8月改为现名。2015年《美國新聞與世界報道》在“区域性大学排名”中，將其列在“北部区域性大學”第11位。

## 歷史

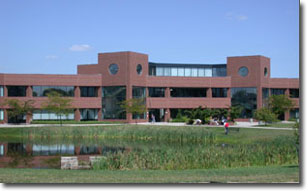
費雪學生中心

該大學的歷史可以追溯到1863年，是營利學校布萊恩特和斯拉特學院的一個分支機構。1916年這個分支機構和羅德島商學院（Rhode Island Commercial School）合併。1949年成為非營利性學校，1969年開始提供研究生課程。
在1935年至1971年間，該大學與布朗大學毗鄰，1971年搬至史密斯菲爾德。1990年代末因大批學生退學而遭遇危機，但2007年其捐贈基金已經大幅增加到了1.71億美元。